# Episodi di Power Rangers Dino Fury (prima stagione)
La prima stagione della serie televisiva Power Rangers Dino Fury è andata in onda negli Stati Uniti dal 20 febbraio al 18 dicembre 2021 su Nickelodeon. La stagione è stata pubblicata in due parti sulla piattaforma di streaming Netflix il 15 giugno e il 15 ottobre 2021, anticipando la messa in onda televisiva di alcuni episodi.
In Italia è stata trasmessa dal 30 agosto al 2 dicembre 2021 su Cartoon Network e dal 18 ottobre 2021 in chiaro su Boing.
| nº | Titolo originale      | Titolo italiano               | Prima TV Stati Uniti | Prima TV Italia   |
| -- | --------------------- | ----------------------------- | -------------------- | ----------------- |
| 1  | Destination Dinohenge | Destinazione Dinohenge        | 20 febbraio 2021     | 30 agosto 2021    |
| 2  | Sporix Unleashed      | Il potere degli Sporix        | 27 febbraio 2021     | 31 agosto 2021    |
| 3  | Lost Signal           | Messaggio dallo spazio        | 6 marzo 2021         | 1º settembre 2021 |
| 4  | New Recruits          | Nuove reclute                 | 20 marzo 2021        | 2 settembre 2021  |
| 5  | Winning Attitude      | Una vera campionessa          | 27 marzo 2021        | 3 settembre 2021  |
| 6  | Superstition Strikes  | Colpi di sfortuna             | 3 aprile 2021        | 6 settembre 2021  |
| 7  | Stego Search          | Alla ricerca dello Stego Zord | 10 aprile 2021       | 7 settembre 2021  |
| 8  | Unexpected Guest      | Ospite a sorpresa             | 17 aprile 2021       | 8 settembre 2021  |
| 9  | Cut Off               | Tutti in campeggio            | 15 giugno 2021       | 15 novembre 2021  |
| 10 | Phoning home          | Notizie da casa               | 15 giugno 2021       | 16 novembre 2021  |
| 11 | Mscary Manor          | La villa infestata            | 15 giugno 2021       | 17 novembre 2021  |
| 12 | Super Hotshot         | Super campioni                | 9 ottobre 2021       | 18 novembre 2021  |
| 13 | The Matchmaker        | L'anima gemella               | 15 ottobre 2021      | 19 novembre 2021  |
| 14 | Old Foes              | Nemici dal passato            | 15 ottobre 2021      | 22 novembre 2021  |
| 15 | Storm Surge           | L'occhio del ciclone          | 15 ottobre 2021      | 23 novembre 2021  |
| 16 | Ancient History       | Vecchi amici                  | 15 ottobre 2021      | 24 novembre 2021  |
| 17 | Our Hero              | Un nuovo eroe in città        | 15 ottobre 2021      | 25 novembre 2021  |
| 18 | Crossed Wires         | Circuiti incrociati           | 15 ottobre 2021      | 26 novembre 2021  |
| 19 | The Makeover          | L'appuntamento                | 15 ottobre 2021      | 29 novembre 2021  |
| 20 | Waking Nightmares     | Incubi a occhi aperti         | 15 ottobre 2021      | 30 novembre 2021  |
| 21 | Void Trap             | La trappola di Void Knight    | 15 ottobre 2021      | 1º dicembre 2021  |
| 22 | Secret Santa          | Regali segreti                | 15 ottobre 2021      | 2 dicembre 2021   |